# 毛吻双趾鼬鳚
毛吻双趾鼬鳚（学名：[Dinematichthys dasyrhynchus] 错误：{{Lang}}：文本有斜体标记（帮助））又名粗吻雙鬚深海鼬魚、粗吻雙線鼬鳚、深海鼬魚，为深海鼬魚科雙線鼬鳚屬下的一个种。为胎鼬鳚科双趾鼬鳚属的鱼类。分布于西澳大利亚罗特尼斯特岛、台湾岛等，属于珊瑚礁区底层小海鱼。该物种的模式产地在西澳大利亚罗特尼斯特岛。